# Пинту, Андре Алмейда
Андре Алмейда Пинту (порт. André Almeida Pinto; 5 октября 1989, Вила-Нова-ди-Гая, Португалия) — португальский футболист, защитник.

## Клубная карьера
Родился в городе Вила-Нова-ди-Гая, округ Порту. В 9 лет оказался в академии «Порту». За получением игровой практики отправлялся в такие клубы, как «Санта-Клара», «Витория» (Сетубал), «Портимоненсе» и «Ольяненсе». 13 сентября 2009 года дебютировал в Суперлиге за клуб «Витория» из Сетубала матчем против «Униан Лейрии», в котором отыграл все 90 минут. Встреча завершилась разгромным поражением — 0:4.
Летом 2012 года перешёл в команду греческой суперлиги «Панатинаикос». В общей сложности провёл за клуб 22 матча во всех соревнованиях. В декабре 2013 года вернулся в родную Португалию, где подписал контракт с «Брагой» на 3,5 года. Первое время выступал за дубль, но в следующем, его полноценном сезоне 2014/15 тренировался с основной командой, за которую провёл 96 матчей и забил 4 мяча.
В конце апреля 2017 года, в связи с тем что тренер «оружейников» Хорхе Симао убрал игрока из основного состава, и у игрока заканчивался контракт, он согласился на переход в лиссабонский «Спортинг». Срок контракта — 4 года, а сумма отступных, прописанная в договоре защитника, составляет 45 миллионов евро.

## Карьера в сборной
Провёл 45 игр за молодёжные сборные Португалии всех возрастов, включая 12 игр за сборную до 21 года. Дебют за взрослую команду состоялся 31 марта 2015 года, в котором игрок на 60 минуте матча за грубый фол на Элдоне Рамуше получил красную карточку и был удалён с поля. Встреча завершилась поражением сборной Португалии 0:2, проходила в Эшториле и носила товарищеский характер.

## Достижения
«Брага»
- Обладатель Кубка Португалии: 2015/16

«Спортинг»
- Обладатель Кубка Португалии: 2018/19